# Тиен Жианг (провинция)
Тиен Жианг (на виетнамски: Tiền Giang) (буквално: Предна река) е виетнамска провинция разположена в регион Донг Банг Сонг Ку Лонг. На север граничи с провинция Лонг Ан, на юг с провинциите Бен Че и Вин Лонг, на запад с Донг Тхап, а на изток с Южнокитайско море. Населението е 1 751 800 жители (по приблизителна оценка за юли 2017 г.).

## Административно деление
Провинция Тиен Жианг се дели на един самостоятелен град-административен център Ми Тхо, един самостоятелен град Го Конг и седем окръга:
- Го Конг Донг
- Го Конг Тай
- То Гао
- Тяу Тхан
- Тан Фуок
- Кай Лай
- Кай Бе